# Sân vận động Thành phố Thể thao Althawra
Sân vận động Thành phố Thể thao Althawra (tiếng Ả Rập: مدينة الثورة الرياضية) là một sân vận động đa năng ở Sana'a, Yemen. Sân hiện đang được sử dụng chủ yếu cho các trận đấu bóng đá. Sân vận động có sức chứa 30.000 người và được khánh thành vào năm 1986. Sân hiện là sân nhà của đội tuyển bóng đá quốc gia Yemen.
Trong cuộc can thiệp do Ả Rập Xê Út dẫn đầu ở Yemen trong Nội chiến Yemen, sân vận động đã bị phá hủy bởi một cuộc không kích của Ả Rập Xê Út. Năm 2016, sân vận động lại bị thiệt hại do bom.